# Йохан I фон Халс
Йохан I фон Халс (на немски: Johann I von Hals; † 7 ноември 1347) е граф на Графство Халс, днес част от град Пасау в Бавария.

## Произход и наследство
Той е единственият син на граф Алберт VII фон Халс (IV) († пр. 15 октомври 1334) и съпругата му Удилхилд фон Цолерн († сл. 14 юли 1349), дъщеря на граф Фридрих I фон Цолерн-Шалксбург († 1302/1303) и Удилхилд фон Айхелберг († сл. 1304/1305).
Йохан I е представител на благородническия род „фон Кам“, който от 1160 г. се нарича фон Халс. Резиденция е в замък Халс на река Илц, северно от Дунав, близо до епископство Пасау. През 1072 г. господарите фон Халс са споменати за пръв път.
Йохан I фон Халс се жени през 1337 г. за Магарета фон Лойхтенберг († 1380). Родът измира по мъжка линия през 1375 г. със синът му Леополд фон Халс, последният от неговата линия. Борбата за наследството на графството Халс с ландграф Йохан I фон Лойхтенберг † 1407) (брат на съпругата му Маргарета), печели граф Хайнрих IV фон Ортенбург († 1395), съпругът на Агнес фон Халс, дъщеря на чичо му граф Алрам V фон Халс († 1331).
Йохан I фон Лойхтенберг чрез връзките си с баварските херцози и император Карл IV получава на края омалялото графство за себе си. Ландграфовете фон Лойхтенберг започват да се наричат оттогава и „графове фон Халс“.

## Фамилия
Йохан I фон Халс се жени 1337 г. за Маргарета фон Лойхтенберг († 1380), дъщеря на ландграф Улрих I фон Лойхтенберг († 1334) и Анна фон Цолерн-Нюрнберг († сл. 1340). Те имат две деца:
- Леополд фон Халс († 3 март 1370/1375), граф на Халс, бездетен, женен за Анна фон Магдебург († сл. 10 март 1396), дъщеря на маркграф Бурхард X фон Магдебург, граф фон Хардег († сл. 1359) и принцеса Анна фон Силезия-Тропау († 1361). Съпругата му Анна фон Магдебург се омъжва втори път пр. 6 декември 1379 г. за Йохан фон Труендинген († 1399/1401).
- Елизабет фон Халс († 27 ноември 1384), омъжена на 14 юни 1370 г. за Йохан I фон Розенберг, Крумау, Хазлах, Хелфенберг († 1 септември 1389), син на пан Петер фон Розенберг († 1347) и Катерина фон Вартемберг († 1355)

Вдовицата му Маргарета фон Лойхтенберг се омъжва втори път на 29 април 1349 г. за Хайнрих фон Нойхауз († 1364) и след неговата смърт става абатиса на „Св. Клара“ в Крумау.